# Exército Bolivariano da Venezuela
O Exército Bolivariano da Venezuela (em castelhano:  Ejército Bolivariano de Venezuela) é um dos cinco ramos da Força Armada da República Bolivariana da Venezuela. Ele tem a responsabilidade pelas operações terrestres contra ameaças externas ou internas, garantindo a segurança, soberania e ordem da nação. O exército é o segundo maior ramo militar da Venezuela, depois da Milícia Bolivariana. Seu efetivo atual é de 115.000 homens e mulheres, sendo uma das maiores forças militares da América Latina. O seu atual comandante é o Major-General José Murga Baptista.
O Exército Venezuelano marca seu nascimento com a vitória na Batalha de Carabobo, em 24 de junho de 1821, sobre o Império Espanhol, que levou à independência da nação. Posteriormente, contribuiu para a independência dos atuais países da Colômbia, Equador, Panamá, Peru e Bolívia.

## Organização

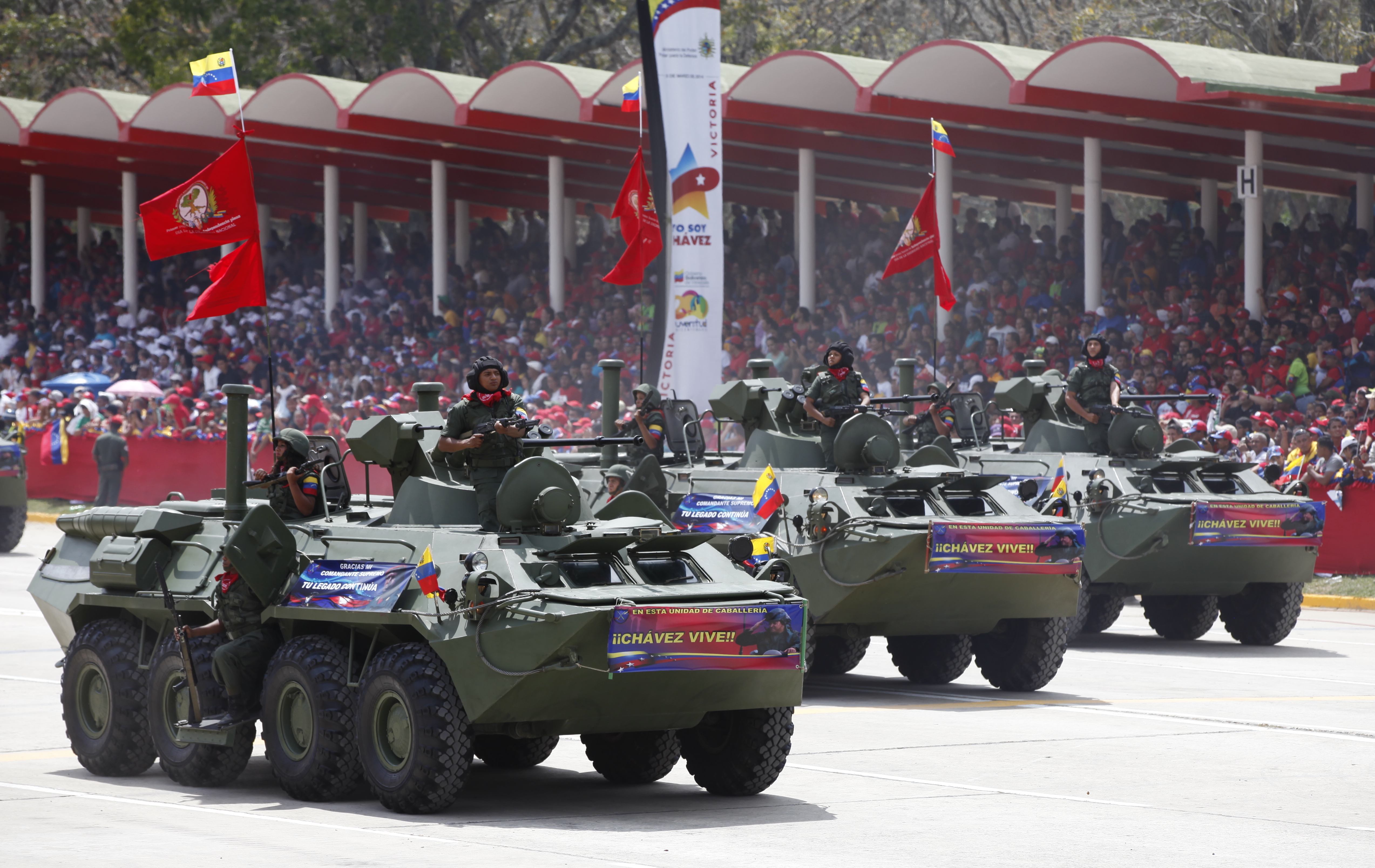
Um grupo de BTR-80A venezuelanos.

O Exército depende diretamente do Ministério do Poder Popular para a Defesa, sob as ordens do comandante-geral e do presidente da República, em sua função de comandante-em-chefe da Força Armada Nacional Bolivariana da Venezuela (FANB). É dividido em seis armas de combate e quatro comandos: operações, logística, educação e aviação.
Os oficiais de comando, oficiais de tropa, técnicos e cirurgiões militares pertencentes ao Exército Venezuelano são graduados nas academias militares da Universidade Militar Bolivariana da Venezuela e são comissionados com a patente de Segundo-tenente. As academias são as seguintes:
- Academia Militar do Exército Bolivariano,
- Academia Militar de Oficiais de Tropa, Comandante-em-chefe Hugo Rafael Chávez Frías,
- Academia Técnica Militar Bolivariana,
- Academia Militar de Ciências da Saúde

Ao contrário da maioria do corpo de oficiais, os sargentos (suboficiais profissionais) e recrutas que concluem o treinamento básico, bem como candidatos a oficiais do Exército com formação civil, estudam em escolas separadas.

## Ligações externos
- «Página oficial»
- «Desfile pelo Bicentenário da Batalha de Carabobo» (em espanhol). No YouTube.